# Hymenoplia lecerfi
Hymenoplia lecerfi är en skalbaggsart som beskrevs av Escalera 1934. Hymenoplia lecerfi ingår i släktet Hymenoplia och familjen Melolonthidae. Inga underarter finns listade i Catalogue of Life.